# Muklus
Muklus (arab. مقلس) – wieś w Syrii, w muhafazie Hims. W 2004 roku liczyła 375 mieszkańców.